# اسکنه (صورت فلکی)
اِسکِنه (به انگلیسی: Caelum) یکی از پیکرهای آسمانی جنوبی است.

## ویژگی‌ها
مهمترین ستاره‌اش ستاره آلفا اسکنه است که هم نزدیکترین ستاره به زمین در این صورت فلکی و هم پرنورترین ستارهٔ این صورت فلکی است و این صورت فلکی هیچ جرم عمقی آسمان روشن‌تر از قدر ۱۱.۵ و بزرگتر از ۳ ثانیه قوسی ندارد